# Église Saint-Pantaléon de Saint-Pantaléon (Lot)
L'église Saint-Pantaléon est une église catholique située à Saint-Pantaléon, en France.

## Localisation
L'église est située dans le département français du Lot dans le village de Saint-Pantaléon.

## Historique
L'édifice a été inscrit au titre des monuments historiques le 9 octobre 1925.